# M93A3 Heron
M93A3 HERON (70-мм ПУ M93A3 «Херон»)— буксируемая 40-ствольная лёгкая реактивная пусковая установка производства Хорватии, предназначена для стрельбы неуправляемыми реактивными снарядами (НУРС) калибра 70-мм и представляет собой всепогодную систему с возможностью стрельбы прямой и не прямой наводкой по площадным целям. Пусковая установка обеспечивает пуск одиночных снарядов, а также залповую стрельбу, при которой происходит поражение площадной цели размером 200×300м на дальностях до 8 км. Предусмотрена возможность дистанционного наведения и ведения стрельбы с помощью выносного пульта с расстояния до 25м. Основным типом боеприпасов является 70-мм неуправляемый осколочно-фугасный реактивный снаряд НЕ70 TF M95 с ударными взрывателями. Также имеются НУРС с зажигательной и дымокурящей головными частями. Снаряды поставляются и транспортируются в стандартной укупорке по 6 штук.

## Основные характеристики
Калибр снаряда - 70 мм; количество направляющих-40; масса снаряда-8,7 кг; максимальная дальность стрельбы-9 км; вес установки без снарядов-920 кг; длина установки-3,15 м.